# Гришин, Игорь Александрович
И́горь Гри́шин (27 сентября 1956) — советский футболист, защитник и полузащитник.

## Карьера
В 1976 году провёл 15 матчей за тульский «Машиностроитель». С 1977 по 1979 год выступал за владимирское «Торпедо», в 30 встречах забил 5 голов в сезоне 1979 года.
С 1980 по 1981 год защищал цвета «Кубани», в составе которой дебютировал в Высшей лиге СССР, где провёл за это время 32 матча. Кроме того, принял участие в 8 поединках Кубка СССР, и сыграл 8 встреч в турнире дублёров в 1981 году.
Завершал сезон 1981 года в калининской «Волге», в 20 матчах отметился 7 забитыми мячами. В 1982 году выступал за воронежский «Факел», провёл 17 встреч и забил 2 гола в первенстве, сыграл 3 матча в Кубке СССР, и ещё отметился 4 забитыми голами в поединках турнира дублёров Первой лиги.